# 旭金属工業
旭金属工業株式会社（あさひきんぞくこうぎょう）は新潟県燕市に本社を置く、ASAHIブランドのスパナ・レンチを専門とする工具メーカーである。

## 概要
1931年、大阪で創業。建築・製造業向けの過酷な状況下で使用されるタフな作業工具を開発・製造してきたスパナの大手メーカーである。いくつかの大手メーカーにOEM供給も行っている。特徴として鍛造前工程に、ドイツ製のフォージングロールマシンで丸棒を鍛造する前の形にしている。
1982年に燕市に製造拠点を移動後は、一般ユーザー向けの工具の開発に取り組むようになる。一般工具メーカーとしては後発となったため、工具に特徴を出す開発コンセプトとして「強度を持ったデザイン性と使い勝手の良い工具」として超軽量レンチ『ライツール』、他社に無いボルト保持機能付き『キャッチャーレンチ』、30度で回転可能な『ダックスキーレンチ』等を誕生させている。

## 沿革
- 1931年（昭和6年）6月 - 宮野商店を大阪市新町南通に創業。
- 1949年（昭和24年）4月 - スパナ専門商社・旭金属を大阪市西区に設立。
- 1951年（昭和26年）2月 - 旭金属を改組して、資本金100万円にて大阪市西区に旭金属株式会社を設立。
- 1954年（昭和29年）10月 - 製造部門が分離し、旭金属工業株式会社を設立。
- 1960年（昭和35年）3月 - 本社工場を大阪府八尾市に新築移転。
- 1961年（昭和36年）6月 - 日本工業規格（JIS）表示認定取得。
- 1970年（昭和45年）3月 - 旭金属株式会社を改組して、新日本ツール株式会社を資本金1,500万円にて大阪市西区に設立。
- 1982年（昭和57年）10月 - 本社工場を新潟県西蒲原郡吉田町に新築移転。
- 2007年（平成19年）4月 - 新日本ツール株式会社を吸収合併。
- 2008年（平成20年）10月 - レボウェイブ コンビネーションレンチがグッドデザイン賞2008を受賞[3]。
- 2010年（平成22年）10月 - ダックスキー 六角棒スパナがグッドデザイン賞2010を受賞[4]。

## 主な商品
スパナ、コンビネーションレンチ、めがねレンチ、六角棒スパナ